# Martinien Tega
Martinien Tega (* 11. Dezember 1981) ist ein  ehemaliger kamerunischer Radrennfahrer.
Martinien Tega gewann 2003 die siebte Etappe der Tour du Sénégal. Im darauf folgenden Jahr gewann er eine Etappe bei der Tour du Cameroun und konnte so auch die Gesamtwertung für sich entscheiden. Außerdem wurde er kamerunischer Meister im Straßenrennen. 2006 gewann Tega eine Etappe bei der Tour de l’Est International. 2007 war er dort wieder einmal erfolgreich und er gewann das Eintagesrennen Ouverture Saison Cameroun. 2008 gewann er das dritte Teilstück der Tour du Cameroun.
2009 gewann Tega eine Etappe und 2010 eine Etappe sowie die Gesamtwertung des Grand Prix Chantal Biya. 2011 wurde er jeweils Zweiter bei der Tour du Cameroun sowie bei der Tour du Faso. Anschließend beendete er seine Radsportlaufbahn.

## Erfolge
2003
- eine Etappe Tour du Sénégal

2004
- Gesamtwertung und eine Etappe Tour du Cameroun
- Kamerunischer Meister – Straßenrennen

2008
- eine Etappe Tour du Cameroun
- eine Etappe Tour du Sénégal

2009
- eine Etappe Tour du Cameroun
- eine Etappe Grand Prix Chantal Biya

2010
- Gesamtwertung und eine Etappe Grand Prix Chantal Biya